# Fontenais
Fontenais is een plaats en gemeente in het Zwitserse kanton Jura en maakt deel uit van het district Porrentruy.
Fontenais telde 1261 inwoners in 2005.

## Geschiedenis
Op 1 januari 2013 werd Bressaucourt opgenomen in de gemeente Fontenais.